# Château-Ville-Vieille

Châteauneuf-de-Chabre este o comună în departamentul Hautes-Alpes, Franța. În 2009 avea o populație de 292 de locuitori.